# Vladislav Kulminski
Vladislav Kulminski (ur. 24 października 1972) – mołdawski konsultant i politolog, od sierpnia do listopada 2021 wicepremier ds. integracji.

## Życiorys
W 2002 uzyskał magisterium ze stosunków międzynarodowych na Uniwersytecie Środkowoeuropejskim, był stypendystą m.in. w ramach programu Fulbrighta i programu dla młodych liderów Monachijskiej Konferencji Bezpieczeństwa. Odbył kursy z zakresu rozwiązywania konfliktów i zarządzania instytucjami międzynarodowymi, ukończył studia typu Master of Business Administration i Master of Public Administration (Maxwell School of Citizenship and Public Affairs). Pracował na stanowiskach specjalisty w ambasadach Stanów Zjednoczonych i Wielkiej Brytanii w Kiszyniowie, następnie od 2009 do 2013 jako menedżer projektu Organizacji Narodów Zjednoczonych. W latach 2013–2015 doradzał premierowi Iurie Leancy w sprawie rozwiązywania konfliktów i reform administracji, po czym był konsultantem przy projektach Centrum Martiego Ahtisaariego oraz Banku Światowego. W latach 2016–2019 i 2020–2021 dyrektor wykonawczy Instytutu Inicjatyw Strategicznych działającego w obszarze polityki publicznej, w międzyczasie ponownie doradca premiera ds. strategii i polityki zagranicznej. Od października do grudnia 2019 sekretarz stanu w resorcie spraw zagranicznych i europejskich, był także menedżerem projektu Programu Narodów Zjednoczonych ds. Rozwoju. W styczniu 2021 powołany w skład Consiliul Suprem de Securitate, organu doradczego ds. bezpieczeństwa przy prezydent Mołdawii.
6 sierpnia 2021 jako kandydat bezpartyjny objął stanowisko wicepremiera odpowiedzialnego za integrację (w tym za kwestię Naddniestrza w rządzie Natalii Gavrilițy. Zrezygnował z funkcji po trzech miesiącach z przyczyn rodzinnych.